# Logan Paul
Logan Alexander Paul (født 1. april 1995) er en amerikansk Youtuber, skuespiller og internetpersonlighed. Paul blev kendt gennem videodelingstjenesten Vine, hvor han lagde videoer op. Han har pr 4 juni 2023 mere end seks milliarder visninger og 23,5 millioner følgere på YouTube. Pauls lillebror Jake Paul er ligeledes en kendt internetpersonlighed og Youtuber.
I 2018 kom Paul ud i en shitstorm, da han lagde en video op med klip af liget af en mand, der havde begået selvmord.
Han har bl.a. samarbejdet med det amerikanske boyband Why Don't We.

## Personlige liv
I 2022 begyndte han at date modellen Nina Agdal. Den 9. juli 2023 lagde Paul billeder af sit frieri til Agdal og annoncerede deres forlovelse på sin Instagram-konto.
Parret venter deres første barn i 2024.